# 刺網鰩
刺網鰩（學名：Brochiraja spinifera），為軟骨魚綱鰩目單鰭鰩科網鰩屬的一種，分布於西南太平洋紐西蘭海域，深度170-1460公尺，本魚體深褐色，翼尖呈圓形；鼻子比大多數其他鰩魚短，皮膚光滑、柔軟、鬆弛，後身和尾部有一圈刺，體長可達80公分，棲息在大陸坡沙泥底質海域，為深海底棲性魚類，屬肉食性，卵生，生活習性不明。